# San Giovanni Battista (Francesco Morone)
San Giovanni Battista è un dipinto realizzato con la tecnica di tempera su tavola del pittore veronese Francesco Morone, oggi conservato presso il museo di Castelvecchio di Verona.
Insieme alla Natività costituiva il registro inferiore della pala d'altare della chiesa parrocchiale di Santa Maria Assunta di Tregnago. Nel 1910 le due tavole entrarono a far parte delle collezioni civiche veronesi. È stata osservata la somiglianza con l'omonimo affresco del 1513 nella chiesa dei Santi Giovanni e Marziale a Breonio, attribuito allo stesso autore.